# Новокаледонська область

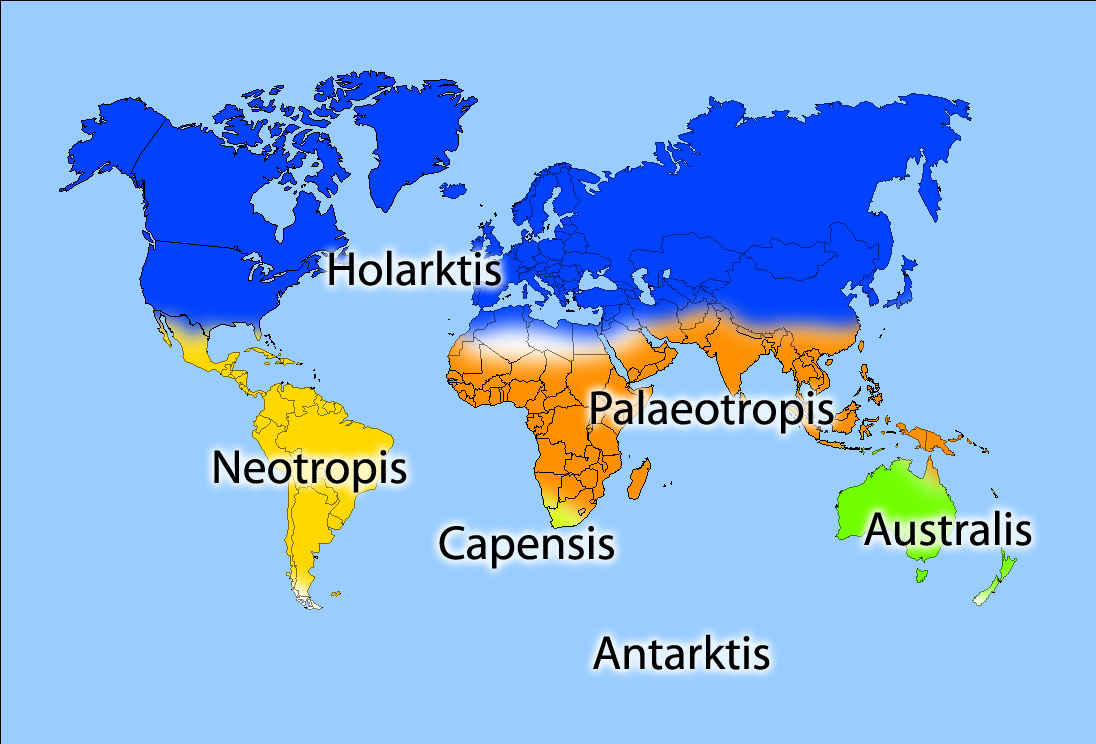
Карта флористичного районування

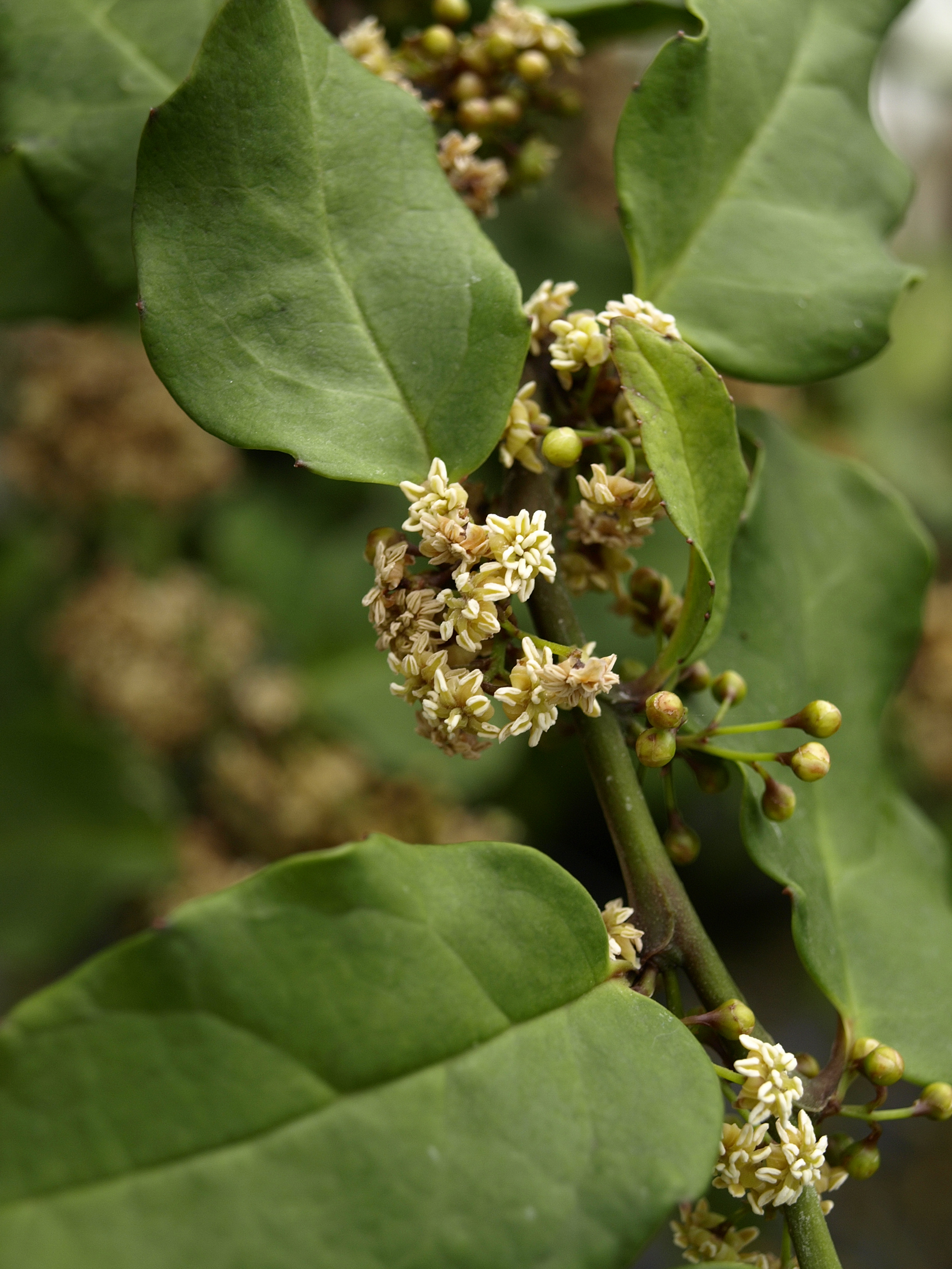
Один з ендеміків Нової Каледонії — Амборелла волосистоніжкова

Новокаледонська флористична область — одиниця флористичного поділу суші, що входить в Палеотропічне флористичне царство. Окрім острова Нова Каледонія, включає також прилеглі до неї малі острови Луайоте і Пен.
Виняткове багатство і велика своєрідність флори Нової Каледонії дозволяє ботанікам виділяти Новокаледонську область в окреме, Новокаледонське флористичне підцарство. У складі області лише одна, Новокаледонська провінція.
Область характеризується найвищим прогресивним ендемізмом, таким, що проявляється на рівні не лише видів, але і родів, і навіть  родин. Тут мешкає декілька ендемічних родин, понад 130 ендемічних родів, а число ендемічних видів перевищує 2400, що складає понад 80%  флори.
Серед ендемічних родин — Амбореллові (Amborellaceae), Страсбургерієві (Strasburgeriaceae), Онкотекові (Oncothecaceae), Паракрифієві (Paracryphiaceae) і Феллінові (Phellinaceae). Родовий ендемізм складає 16% — дуже високий показник. За цією ознакою Нову Каледонію можна порівняти тільки з Гавайським архіпелагом і островами Хуан-Фернандес. На відміну від них, серед ендемічних родів багато не монотипних, вони навпаки, налічують по 10-20 видів. Це свідчить про інтенсивне видоутворення саме на цій території. В той же час, наявність багатьох відносно примітивних родів вказує на старовину самої флори.